# Nazionale maschile di pallanuoto della Repubblica Democratica Tedesca
La nazionale di pallanuoto maschile della Germania dell'Est è stata la rappresentativa pallanuotistica della Repubblica Democratica Tedesca in campo maschile nelle competizioni internazionali. È stata attiva dagli anni cinquanta fino alla riunificazione tedesca.
Nella sua storia ha partecipato ad una Olimpiade e ha conquistato un argento europeo.

## Risultati

### Massime Competizioni
Olimpiadi
- 1968 6º

Europei
- 1958 5º
- 1962 4º
- 1966  Argento

## Formazioni

### 1956 - 1964 Squadra Unificata Tedesca
Giochi olimpici - Melbourne 1956Neuse • Obschernikat • Bode • Schneider • Sturm • Hilker • Osselmann • Bildstein • Pennekamp • Seher, CT: -
Giochi olimpici - Roma 1960Hoffmeister · Schneider · Schepers · Strasser · Nagy · Osselmann · Seiz · Bildstein · Honig · Fuchs · Ott, CT: -
Giochi olimpici - Tokyo 1964Schmidt • Höhne • Ballerstedt • Thiele • Schulze • Thiel • Schlenkrich • Mäder • Vohs • Kluge • Wittig, CT: Rolf Bastel

### 1968 Germania Est
Giochi olimpici - Città del Messico 1968Fehn • Schlenkrich • Thiel • Ballerstedt • Rund • Schüler • Kluge • Hermans • Herzog • Lange • Schmidt, CT: Rolf Bastel